# خرچنگ مرموز آفریقایی
خرچنگ مرموز آفریقایی (نام علمی: Ocypode africana) نام یک گونه از بالاخانواده تندپاواران است.